# The Forger (film, 2012)
Pour les articles homonymes, voir The Forger.
Pour plus de détails, voir Fiche technique et Distribution.
The Forger est un film américain réalisé par Lawrence Roeck sorti en 2012.

## Synopsis
Un adolescent erre dans Carmel-by-the-Sea, en Californie, où il est bientôt introduit dans une communauté de faussaires.

## Fiche technique
- Titre : The Forger
- Réalisation : Lawrence Roeck
- Scénario : Carlos De Los Rios
- Musique : James Dooley
- Montage : Michel Aller
- Genre : Drame
- Société(s) de production : Experience Media Studios (en)
- Durée : 94 minutes
- Sortie : 9 mars 2011

## Distribution
- Josh Hutcherson : Joshua Mason
- Annie Islam : Jess
- Hayden Panettiere : Amber
- Lauren Bacall : Annemarie Sterling
- Alfred Molina : Everly Campbell
- Dina Eastwood : Vanessa Reese
- Billy Boyd : Bernie
- Adam Godley : Pinkus
- Alexandra Carl : Rachel
- Jansen Panettiere : Aram